# Esox
Esox è un genere di pesci dell'ordine degli Esociformes; è l'unico genere della famiglia degli Esocidae.

## Distribuzione e habitat
Le specie di questo genere sono diffuse in laghi e fiumi del Nord America e dell'Europa.
In Europa il rappresentante più famoso è il luccio (Esox lucius), mentre in Italia è presente la specie endemica Esox cisalpinus e in Francia la specie Esox aquitanicus; in Nord America il muskellunge (Esox masquinongy) è il predatore più grande del Mississippi.

## Descrizione
I pesci di questo genere sono caratterizzati da una testa grande e affusolata simile al becco di un'anatra. L'ampia bocca è dotata di denti acuminati rivolti verso l'interno e di dimensioni eterogenee.
Tipico è il corpo slanciato ricoperto da squame di colore mimetico, da una coda biloba e da pinne dorsali e anali molto arretrate.

## Origini
Le origini di questo genere possono essere rintracciate nei Paleoesocidi vissuti nell'Eocene, caratterizzati da un corpo meno affusolato (33 vertebre invece delle 64 del luccio) ed una bocca di minori dimensioni.

## Specie

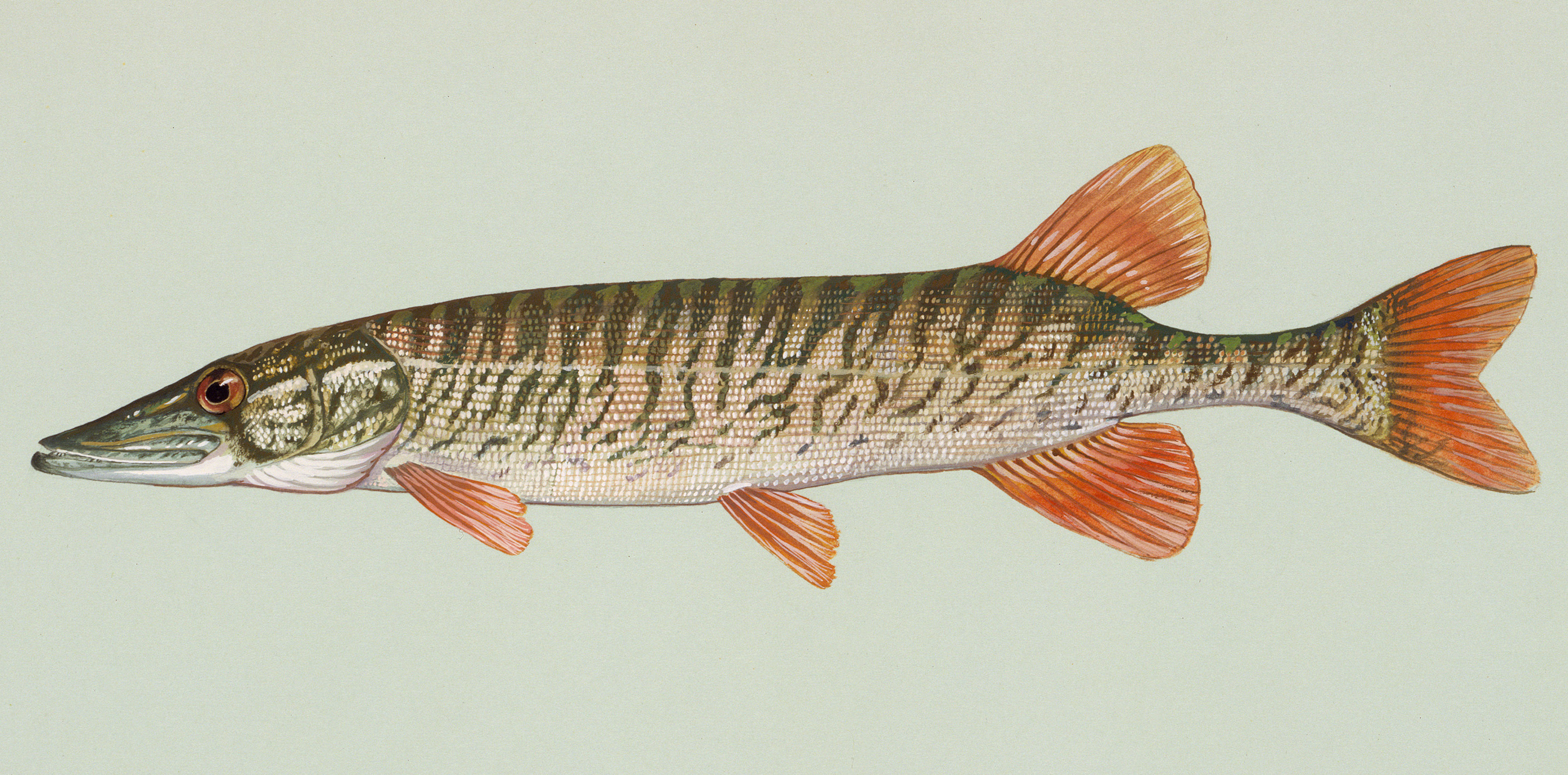
Esox americanus americanus

- Esox americanus (sottospecie americanus e vermiculatus)
- Esox aquitanicus (luccio di Aquitania)
- Esox cisalpinus (luccio cisalpino)
- Esox lucius (luccio)
- Esox masquinongy (muskellunge o muskie)
- Esox niger (luccio nordamericano)
- Esox reichertii